# Lijst van voetbalinterlands China - Finland (vrouwen)
Deze lijst van voetbalinterlands is een overzicht van alle officiële voetbalinterlands tussen de nationale vrouwenteams van China en Finland. De landen hebben tot nu toe zestien keer tegen elkaar gespeeld.

## Wedstrijden
| №  | Plaats                     | Datum            | Competitie                                    | Wedstrijd       | Uitslag |
| -- | -------------------------- | ---------------- | --------------------------------------------- | --------------- | ------- |
| 1  | Xiamen                     | 18 januari 1989  | Vriendschappelijk                             | China − Finland | 5 − 0   |
| 2  | Kokemäki                   | 23 juli 1991     | Vriendschappelijk                             | Finland − China | 0 − 6   |
| 3  | Salo                       | 24 juli 1991     | Vriendschappelijk                             | Finland − China | ? − ?   |
| 4  | Lagos                      | 19 maart 1998    | Algarve Cup 1998                              | China − Finland | 1 − 0   |
| 5  | Albufeira                  | 14 maart 2000    | Algarve Cup 2000                              | China − Finland | 4 − 1   |
| 6  | Portimão                   | 15 maart 2001    | Algarve Cup 2001                              | China − Finland | 3 − 0   |
| 7  | Portimão                   | 1 maart 2002     | Algarve Cup 2002                              | China − Finland | 4 − 1   |
| 8  | Silves                     | 14 maart 2003    | Algarve Cup 2003                              | China − Finland | 0 − 0   |
| 9  | Olhão                      | 16 maart 2004    | Algarve Cup 2004                              | Finland − China | 0 − 4   |
| 10 | Portimão                   | 12 maart 2007    | Algarve Cup 2007                              | China − Finland | 0 − 2   |
| 11 | Guangzhou                  | 16 januari 2008  | Four Nations Women's Football Tournament 2008 | China − Finland | 2 − 0   |
| 12 | Guangzhou                  | 12 januari 2009  | Four Nations Women's Football Tournament 2009 | China − Finland | 1 − 0   |
| 13 | Vila Real de Santo António | 9 maart 2009     | Algarve Cup 2009                              | Finland − China | 0 − 1   |
| 14 | Lagos                      | 24 februari 2010 | Algarve Cup 2010                              | China − Finland | 1 − 1   |
| 15 | Changzhou                  | 11 juni 2017     | Vriendschappelijk                             | China − Finland | 4 − 2   |
| 16 | Yongchuan                  | 6 oktober 2018   | Four Nations Women's Football Tournament 2018 | China − Finland | 2 − 1   |

## Samenvatting
| Competitie                               | Totaal gespeeld | Winst China | Gelijk | Winst Finland | Doelsaldo China – Finland |
| ---------------------------------------- | --------------- | ----------- | ------ | ------------- | ------------------------- |
| Algarve Cup                              | 9               | 6           | 2      | 1             | 18 − 5                    |
| Four Nations Women's Football Tournament | 3               | 3           | 0      | 0             | 5 − 1                     |
| Vriendschappelijk                        | 4               | 3           | 1      | 0             | 15 − 2                    |
| Totaal                                   | 16              | 12          | 3      | 1             | 38 − 8                    |